# Hilaria belangeri
Hilaria belangeri är en gräsart som först beskrevs av Ernst Gottlieb von Steudel, och fick sitt nu gällande namn av George Valentine Nash. Hilaria belangeri ingår i släktet Hilaria och familjen gräs. Utöver nominatformen finns också underarten H. b. longifolia.